# Musée national du Mali
Le Musée national du Mali est un musée archéologique et ethnologique situé à Bamako, capitale du Mali. Il présente différentes expositions permanentes et temporaires sur la préhistoire au Mali, les costumes, les instruments de musique, les objets rituels des différentes ethnies vivant au Mali.

## Histoire
Le 14 février 1953 est inauguré le Musée soudanais, rattaché à l’Institut français d'Afrique noire (IFAN) et plus spécialement à sa section du Soudan français. Il était placé sous la responsabilité de l’archéologue d’origine polonaise Szumowski.

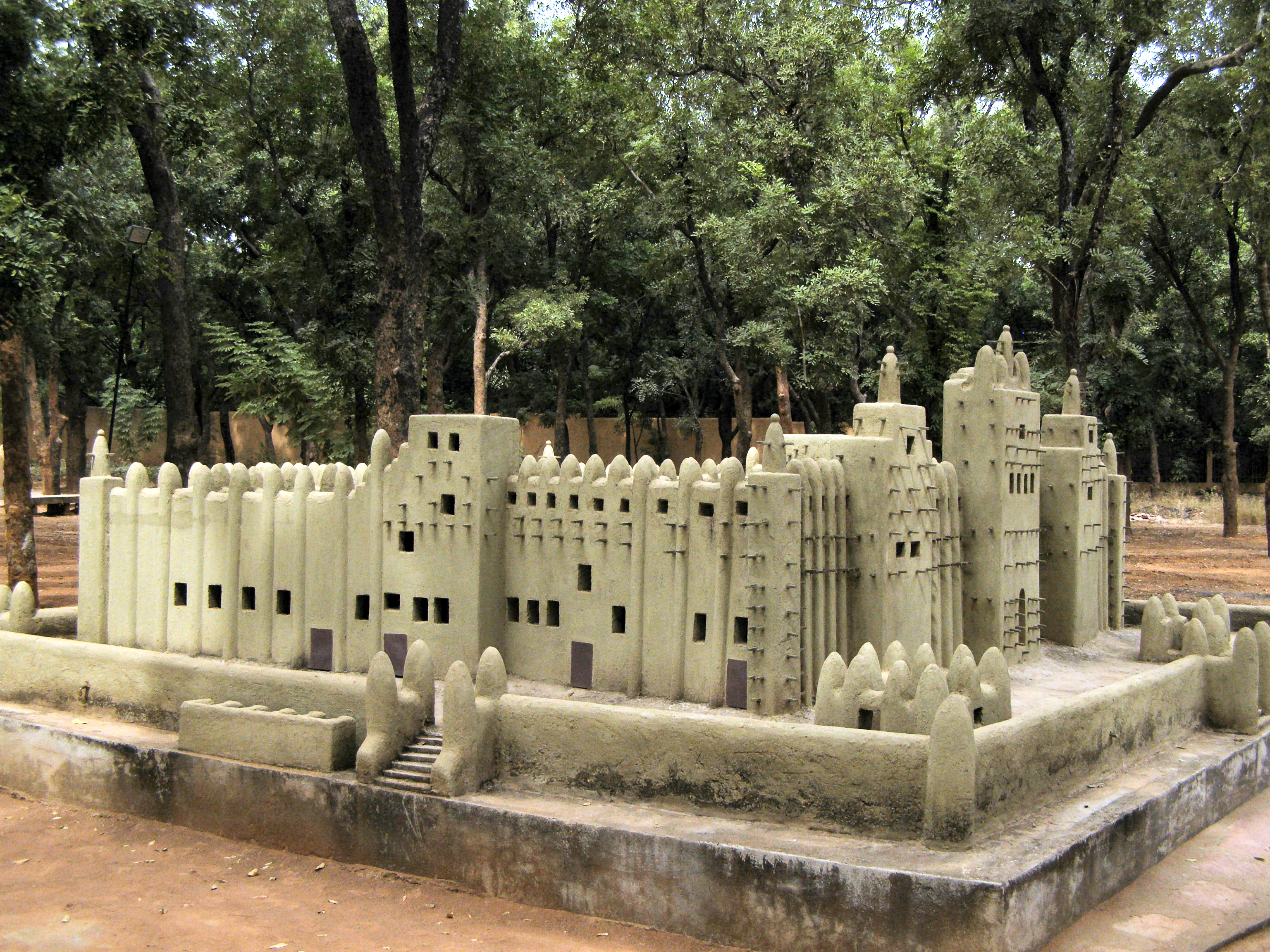
Maquette de la grande mosquée de Djenné

En 1960, à l’indépendance de la république du Mali, Le Musée soudanais devient le Musée national du Mali. Il a alors comme objectifs de renforcer l’unité du pays et de valoriser une culture authentique. La faiblesse des moyens financiers et l’absence de personnels qualifiés auront comme conséquences la détérioration des collections.
Le 8 mars 1982, le Musée national s’installe dans de nouveaux locaux construits en banco stabilisé. L’architecte Jean-Loup Pivin s’inspire de l’architecture traditionnelle pour ériger le 1er bâtiment en terre sans structure béton qui recevra une garantie décennale, puis le Centre Culturel Français de Bamako en 1982. Dans ce cadre ils seront exposés à la 2° Biennale d’architecture de Venise en 1982 ainsi qu’à l’exposition du Centre Pompidou à Paris « architectures de terre ».
En 2002, sous la présidence d'Alpha Oumar Konaré, l'Union européenne finance la réhabilitation et l'extension du Musée national. La construction de nouvelles salles (dont une salle d'exposition temporaire qui abrite entre autres les Biennales de la Photographie) et l'aménagement de locaux techniques et administratifs permettent la restructuration complète du Musée et la mise en valeur de ses pièces.

## Collections

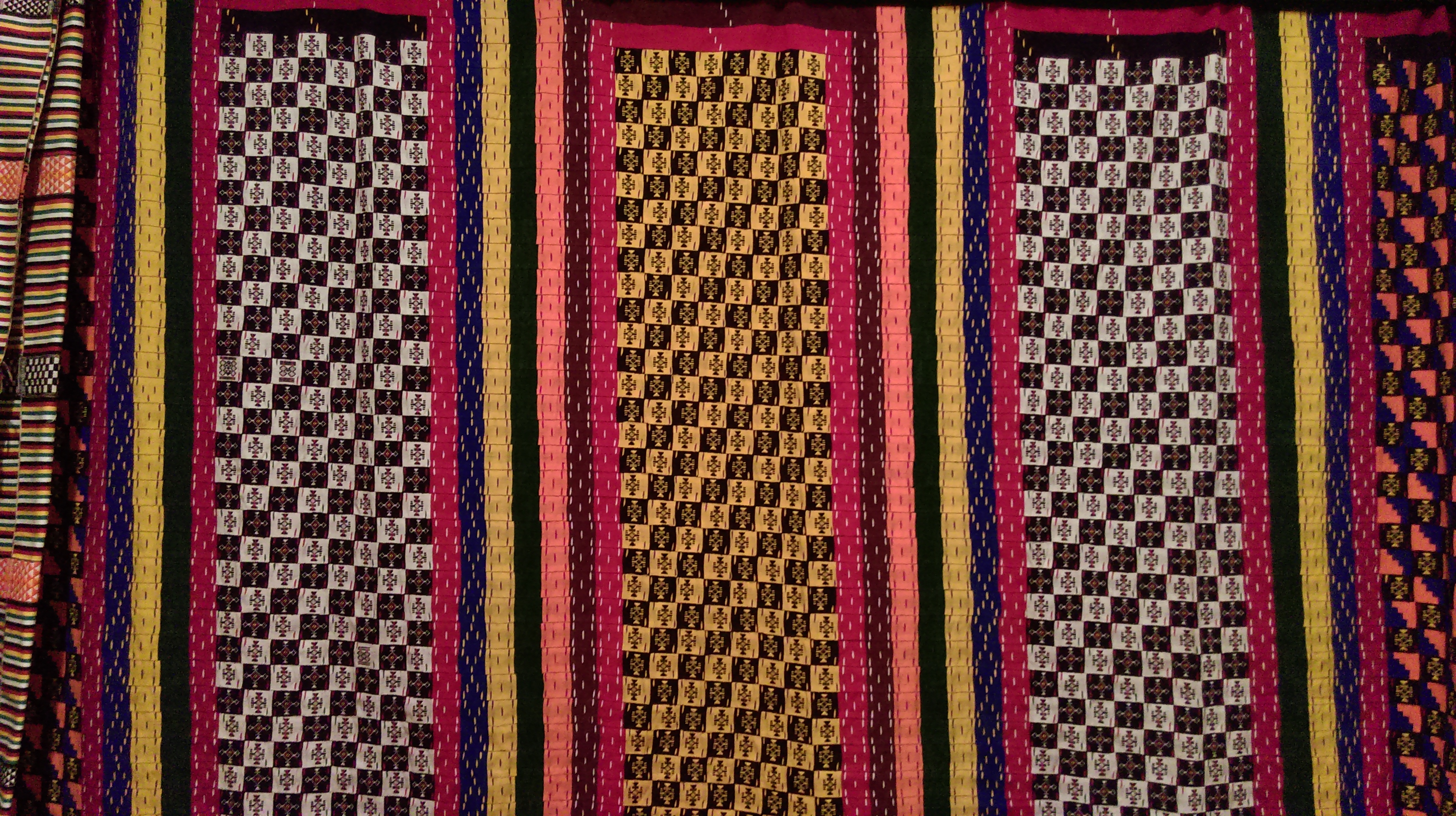
Textile

Le Musée National dispose aujourd'hui d'une collection estimée à environ 10 000 pièces comprenant, pour l'essentiel, des objets ethnographiques, archéologiques et de beaux-arts. Cette collection est complétée par un fonds photographique évalué à 40 000 clichés en noir et blanc, 12 000 diapositives, 500 cassettes sonores et 300 casettes vidéo. Créé en 2021, le Collectif pour le Musée National du Mali  vise à promouvoir la présence digitale du musée et pallier les difficultés induites par la crise de la COVID-19 pouvant mettre en danger les collections.

## Distinctions
Le Musée national du Mali est lauréat du Prix Prince Claus 2007, remis par le Prince Constantijn des Pays-Bas, en hommage au travail entrepris par le musée dans la prévention du pillage et du trafic des biens culturels.